# Atom Heart Mother (Lied)
Atom Heart Mother ist eine sechsteilige Suite der britischen Band Pink Floyd. Sie erschien 1970 auf dem gleichnamigen Album, auf dem sie die gesamte erste Seite der Platte einnimmt. 
Sie ist mit 23:43 Minuten die längste ungeschnittene Komposition der Band.  Nur der Song Shine On You Crazy Diamond ist länger; er wurde allerdings vor der Veröffentlichung in zwei Teile geteilt, die das Album Wish You Were Here einrahmen. Das Stück wurde von allen vier Bandmitgliedern und Ron Geesin geschrieben.

## Teile

### Father’s Shout (0:00–2:54)
Das Lied beginnt mit einem tiefen Ton einer Hammond-Orgel. Danach setzen die Bläser ein, die durch eine chromatische Melodie eine dramatische Wirkung erzeugen. Bei 1:22 setzt das Schlagzeug ein.

Chromatische Bläserfigur aus Atom Heart Mother

Den darauffolgenden Teil kann man als Hauptthema bezeichnen. Am Ende wird die Musik ruhiger. Zwischendurch kann man die Geräusche einer Kutsche und eines Motorrads hören.

### Breast Milky (2:55–5:26)
In Breast Milky kommt ein Violoncello dazu, das von Bass und Orgel begleitet wird. Bei 3:27 kommt zusätzlich auch das Schlagzeug hinzu. Darauf folgt ein von David Gilmour gespieltes Solo auf der Slide Guitar.

Viola und Harmonien in Atom Heart Mother (Father's Shout)

### Mother Fore (5:27–10:12)
Dieser Teil beginnt mit leisen Tönen von Roger Waters’ Bass und Richard Wrights Orgel, die von einem Chor begleitet werden, der immer lauter wird. Bei 8:51 kommt Nick Masons Schlagzeug hinzu.

### Funky Dung (10:13–15:29)
Funky Dung ist stark vom Funk geprägt. Im Hintergrund spielt die Band, während David Gilmour ein zweites Gitarrensolo spielt. Bei 13:21 setzt wieder der Chor ein, der diesmal unzusammenhängende Silben singt.
(… Ua, sicopa, mi, tucafi, sasasasasa, fsss, rrroti, rapatika, uopocha, rapatika …)
Danach kehrt die Musik wieder zum Hauptthema aus Father’s Shout zurück.

### Mind Your Throats, Please (15:30–19:13)
Dieser Teil beginnt mit Geräuschen. Nachdem eine verzerrte Stimme Here is a loud announcement (dt. „Hier kommt eine laute Ankündigung)“ ruft, ist etwas, das an eine vorbeifahrende Lokomotive erinnert, zu hören. Die Geräusche mäßigen sich und verstummen ganz, stattdessen werden nun verschiedene Stellen aus dem bisherigen Stück einzeln ein- und ausgeblendet. Dadurch entsteht ein Gefühl von „Unordnung“. 
Außerdem ist ein mit einem Leslie-Kabinett verfremdetes Klavier zu hören (denselben Effekt nutzten Pink Floyd später bei Echoes vom Album Meddle). Kurz vor Ende ruft dieselbe verzerrte Stimme Silence in the studio! (dt. „Ruhe im Studio!“), woraufhin sich die Instrumente bzw. Chöre wieder zu „ordnen“ scheinen, und sie spielen alle in konstanter Lautstärke eine Reprise des Hauptthemas.

### Remergence (19:14–23:43)
Remergence beginnt mit dem Ende des Hauptthemas, das in Mind Your Throats, Please begann. Danach folgt eine Reprise des Cellosolos. Später hört man ein an das Slide-Solo aus Breast Milky erinnerndes, mit zwei Gitarren eingespieltes Solo. Zum Schluss spielen alle Instrumente und der Chor ein letztes Mal das Hauptthema aus Father’s Shout, bis alle auf dem letzten Ton des Stückes enden.

## Arbeitstitel
Das Stück hatte während seiner Produktion eine Reihe von Arbeitstiteln. Das Hauptthema wurde von David Gilmour als Theme From an Imaginary Western (Thema aus einem imaginären Western) bezeichnet. Der erste Arbeitstitel für das gesamte Stück war Epic (episch, gewaltig). Dieser Titel stand auch als Überschrift auf Ron Geesins Originalpartitur. Später war der Titel The Amazing Pudding (Der unglaubliche Nachtisch).
Erst 1970 wurde der endgültige Titel festgelegt. Bassist Roger Waters schlug dem Verantwortlichen John Peel vor, in einer Zeitung nach einem passenden Titel zu suchen. Er fand im Evening Standard vom 16. Juli 1970 einen Artikel über eine schwangere Frau, der ein durch eine Atombatterie angetriebener Herzschrittmacher eingesetzt werden sollte. Die Überschrift des Artikels lautete Atom Heart Mother (Atomherzmutter).

## Besetzung
Pink Floyd
- David Gilmour: Gitarre, Slide Guitar
- Roger Waters: E-Bass
- Richard Wright: Keyboard, Hammond-Orgel
- Nick Mason: Schlagzeug

Andere
- Ron Geesin: Orchesterleitung und Co-Komposition
- Hafliði Hallgrímsson: Violoncello